# السحلية (فلم)
السحلية (بالفارسية: مارمولک) فيلم كوميدي إيراني من إخراج كمال تبريزي سنة 2004، وبطولة برفيز باراستوي.
قصة الفيلم عبارة عن تكيف لفيلمي «نحن لسنا بملائكة» (1989) و«الحاج (فيلم 1923)».

## القصة
تدور قصة الفيلم حول لص يهرب من السجن متنكرا في زي رجال الدين، ويبدأ حياة جديدة متمسكا بزيه الجديد.

## الممثلون
- برفيز باراستوي
- بهرام ابراهیمي
- شاهرخ فروتنیان
- رضا سعیدي
- مهران رجبي
- فریده سباه‌منصور
- سهیلا رضوي
- رعنا آزادی‌ور
- مائده طهماسبي
- نقی سیف‌جمالي
- سید مهرداد ضیایي
- سیروس همتي
- حسین سلیماني
- علی عابدیني
- فرزین محدث